# Les Ballets Jazz de Montréal
 (août 2018).
 (août 2023).

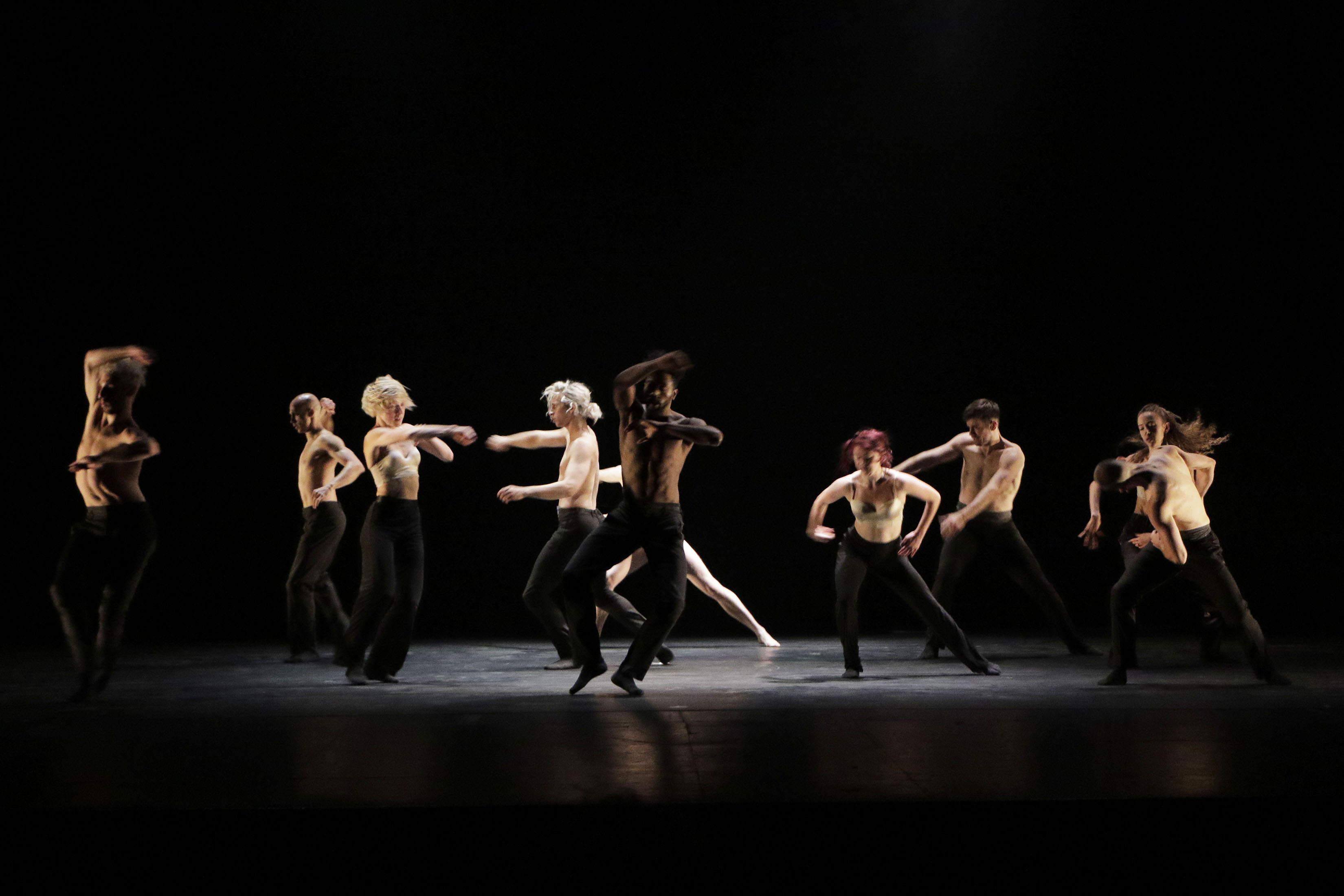
La compagnie sur scène à Mexico en 2018.

Les Ballets Jazz de Montréal est une compagnie de danse canadienne.

## Historique
Né de la collaboration entre Geneviève Salbaing, Eva Von Genscy et Eddy Toussaint en 1972, BJM - Les Ballets Jazz de Montréal, est une compagnie de répertoire qui crée, produit et diffuse des spectacles de ballet contemporain basés sur la technique, la rigueur et l'esthétique du ballet classique, tant sur les scènes locales, nationales qu'internationales.
La compagnie offre à ses artistes un entrainement professionnel de haut niveau en ballet, permet aux chorégraphes de réputation internationale de développer leur propre recherche en accord avec l’identité de BJM, et génère enfin un répertoire exclusif et accessible à tout public. Grand ambassadeur de la danse québécoise dans le monde, les BJM offrent aujourd’hui un produit artistique, sexy, explosif, original, accessible et remarqué par l’excellence de son exécution.
Dès sa nomination comme directeur artistique en 1998 jusqu'en 2020, Louis Robitaille réoriente la compagnie vers un public curieux de découvrir des formes chorégraphiques inédites. Il associe la compagnie à des figures montantes de la danse contemporaine, mais méconnues ici du grand public, notamment Crystal Pite, Aszure Barton, etc. Puis, la compagnie collabore avec des chorégraphes de renommée internationale tels que Mauro Bigonzetti, Andonis Foniadakis, Itzik Galili, Annabelle Lopez Ochoa, Barak Marshall, Benjamin Millepied, Rodrigo Pederneiras, Ihsan Rustem, Cayetano Soto, etc. Plus récemment, la direction artistique rentre dans une phase de création qui va privilégier les créations multidisciplinaires en associant le ballet à d’autres disciplines artistiques telles que le théâtre, la vidéo et la musique.
Toutes les œuvres réalisées pour les BJM ont pour fil conducteur une esthétique exerçant une influence positive. Avec l’accessibilité et la qualité comme valeurs-clés de sa démarche, la compagnie réussit à allier plaisir et créations fortes, expressives et exigeantes. La personnalité distincte et le haut calibre de ses artistes-interprètes en assurent son succès et son rayonnement. À travers leurs productions, leurs représentations et leurs activités éducatives, les BJM rejoignent les publics d’ici et de l’étranger pour encourager la découverte, stimuler l’imagination, démocratiser la danse et partager leur passion pour cette discipline. Avec plus de 2 600 spectacles donnés dans 68 pays et une assistance de plus de trois millions de spectateurs, les BJM se considèrent comme de véritables ambassadeurs de la danse et de la vitalité artistique québécoise canadienne dans le monde.
En 2016, le prix Rideau Hommage est remis à la compagnie et à son ancien directeur artistique, Louis Robitaille, pour souligner le rayonnement et la présence assidue des BJM sur les scènes du Québec.
En 2020, la compagnie reçoit le prix de la danse de Montréal pour la catégorie diffusion internationale présenté par CINARS.
La compagnie célèbrera 50 ans d’histoire, de ballets, de tournées, de rencontres avec le public, lors de sa prochaine saison en 2021-2022.

## Œuvres
- Warm Up (Eva von Gencsy) – 1972
- Jazz Divertissement (Eva von Gencsy – Collage musical) - 1972
- Jérémie (Eva von Gencsy – Musique de Lee Gagnon) - 1973
- Colours (Ronnie de Marco – Collage musical) – 1973
- Shadows (Eva von Gencsy) – 1973
- Sept (Richard Jones – Musique Don Ellis) – 1974
- Visages de l’amour (Michel Boudot – Musique de Roberta Flack, Quiet Fire) – 1974
- Variations en jazz (Eva von Gencsy – Musiques de John Stanzel et John Kelly) – 1974
- Roof Tops (Constantine Darling – Musique originale de Sayyb Abdul el Kabir) – 1974
- Up There… Souls Dance Undressed Together (Eva von Gencsy – Musique originale de Paul Duplessis et Dido) – 1975
- Jazz Sonata (Eva von Gencsy – Musique de Trevor Payne) – 1975
- Nous  sommes du soleil (Renal Rabu – Musique de Yes) – 1975
- Hommage à Duke (Richard Jones – Musique de Duke Ellington) – 1976
- Fleur de lit (Eva von Gencsy) – 1976
- Carapaces (Brian MacDonald – Musique de Harry Freedman) – 1976
- Gershwin Song Book (Norbert Vezak – Musique de George Gershwin) – 1976
- Journal intime (Lynn Taylor-Corbett – Musique de Judith Lander) – 1977
- La Perfectly Swell (Rael Lamb – Collage musical) – 1977
- Kew Drive (Buzz Miller – Musique extraite de Batucada Fantastica) – 1978
- Escargot (Louis Falco – Musique de Ralph MacDonald) – 1978
- Sans artifices (John Stanzel – Musiques de New Orleans’ Sweet Emma and her Preservation Hall Jazz Band, Oscar Peterson et Count Basie) – 1979
- Jeux (Eliane Vivace – Musique de Quincy Jones) – 1979
- Chaises musicales (Lynn Taylor-Corbett – Musique de Andrew Lloyd Weber) – 1979
- Boulevard (Jean-Louis Morin – Musique de Kongas-Anikana-O) – 1979
- Entre nous (Brian MacDonald – Musique de Claude Bolling avec Jean-Pierre Rampal) – 1980
- Time Out (William Thompson – Musique de Doug Riley) – 1980
- Nuova Civilita (Herb Wilson – Musique de Jerry Mulligan) – 1980
- Five New Waves (Rael Lamb – C ollage musical) – 1980
- J’freak assez (Benoît Lachambre – Musique de Michel Séguin) – 1980
- Études en jazz (Herb Wilson – Musique de Moe Koffman) – 1981
- La Machine (Daryl Gray – Musique d’Oscar Peterson) – 1981
- Hors d’œuvres et On Castle Rock (Judith Marcuse, Musiques de Dollar Brand, Naná Vasconcelos, Keith Jarrett et James P. Johnson) – 1982
- La Faim (Benoît Lachambre – Musique originale de Michel Séguin) – 1982
- Jailhouse Jam (Daryl Gray– Musiques de Duke Ellington et Ray Brown) – 1982
- Sometimes Yellow (Charles-Mathieu Brunelle – Musique de Chick Corea) – 1984
- Germinal (Iro Tembeck – Musique de Vincent Dionne) – 1984
- Bad Blood (Ulysse Dove – Musique de Laurie Anderson) – 1984
- Tropiques (Vicente Nebrada – Musique de Morton Gould) – 1984
- La Femme aux talons hauts (Howard Richard – Musique de Tom Waits) – 1985
- Ouverture (Herb Wilson – Musique de Davenport) – 1985
- Appearances (Lyne Taylor- Corbett – Musiques de Pat Metheny et Lyle) – 1986
- Ebony Concerto (John Cranko – Musique d’Igor Stravinsky), Big Band (Brian MacDonald -Musique de Stan Kenton) – 1986
- Libertango (Mauricio Wainrot – Musique d’Astor Piazzolla) – 1986
- After et Fiesta (Mauricio Wainrot – Musiques de The Art of Noise et Maurice Ravel) – 1987
- Percussion pour six (Vicente Nebrada – Musique de Lee Gurst) – 1987
- Numbers (Iro Tembeck – Musique de Kraftwerk) – 1987
- Spontaneous Inventions (Daryl Gray – Musique de Bobby McFerrin) – 1987
- M. Siegal (Sheila Lawrence – Musique de Tom Waits) – 1987
- L’Oiseau de feu / Firebird (Ferenc Barbay – Musique d’Igor Stravinsky) – 1987
- Pumping Iron (Ferenc Barbay – Musique de William Russo) – 1988
- Adieux (Richard Levi – Musique originale de Pat Metheny) – 1988
- Janis for Joplin (Mauricio Wainrot – Musique de Janis Joplin) – 1988
- Accelerando (Mauricio Wainrot – Musique originale de François Bourassa) – 1989
- Entre Dos Aguas (Robert North – Musique de Simon Rogers) – 1989
- Dérivations (Mauricio Wainrot – Musique de Morton Gould) – 1990
- Red Hot Peppers (Brian MacDonald – Musique de Jelly Roll Morton) – 1990
- 102 °F (Eric Miles – Musique de Blue Pearl) – 1991
- Rise and Fall (David Parsons – Musique du Turtle Island String Quartet) – 1991
- Sweet Surrender (Margo Sappington – Musique originale de François Bourassa) – 1992
- Carrefours (Yvan Michaud – Musiques de Dead Can Dance, Art of Noise et Kodo) – 1992
- Saxophone Quartet (William Whitener – Musique de Hamiet Bluiett) – 1992
- Blue in Green (William Whitener – Musique de Miles Davis) – 1992
- Escapade (William Whitener – Musiques de Dumisani Maraire et The Kronos Quartet) – 1992
- Aux Natchitoches (William Whitener) – 1993
- Ghosts (James Kudelka – Musique des Beatles) – 1993
- Ivory Strides (William Whitener) – 1993
- Fungus Amongus (Brian MacDonald) – 1994
- Swing the Cat (Mauricio Wainrot – Musique de Simon Jeffes) – 1994
- Lovers (Jennifer Muller – Musique de Keith Jarrett) – 1994
- Chansons populaires (Brian MacDonald – Musique de Céline Dion) – 1995
- Pendulum (Crystal Pite – Musique originale d’Alex Tsisserev) – 1995
- It’s in the Air (Rodrigo Pederneiras – Musiques de Louis Sclavis et Duke Ellington) – 1995
- Tristan Iseult (Myriam Naisy – Musique de Charles Papasoff) – 1996
- L’histoire de la danse vue par les BJM – programme jeune public (Yvan Michaud – Musique de Christian Frappier) – 1996
- Circuit (Gioconda Barbuto – Musique de Django Bates) – 1997
- Circle Songs (Shawn Hounsell – Musique de Bobby McFerrin) – 1998
- La Mort de l’ange (Louis-Martin Charest – Musique d’Astor Piazzolla) – 1998
- Entre-deux (Dominique Dumais – Musique de Timothy Sullivan) – 1999
- Assurance and Small Gestures (Shawn Hounsell – Musiques de Joaquin Rodrigo et d’Isaac Albéniz) – 1999
- Ederlezi (Myriam Naisy – Musique de Goran Bregovic) – 1999
- No Strings Attached (Mia Michaels – Musique d’Albert Sterling Menéndez) – 1999
- Clin d’œil (Jason Shipley-Holmes – Musique de Gérard Lévesque) – 2000
- Premier Souffle (Myriam Naisy et Gilles Lacroix – Musiques de Gavin Bryars et Nine Inch Nails) – 2000
- La Valse à mille temps (Nicolo Fonte – Musique de Jacques Brel) – 2000
- In My Arms (Neelanti Vadivel – Musique de Rufus Wainwright) – 2000
- Numb (Eric Miles– Musique de Thomas Newman) – 2000
- Riddle #5 (Susan Gaudreau – Musique de Kodo) – 2000
- ZAP (spectacle jeune public, André Simard et BJM) – 2000
- Sous le rythme, je... (Patrick Delcroix – Musique de Patrick Delcroix) – 2000
- Floating World (Nicolo Fonte – Musiques de Giovanni Sollima et du Bill Frisell Band) – 2000
- Lulling High (Dominique Dumais – Musique de Michel Cusson) – 2001
- Short Works: 23 qui, à la suite de l’ajout d’un mouvement, deviendra Short Works: 24. (Crystal Pite – Musique originale d’Owen Belton) – 2001
- Two Dances for Jane (Crystal Pite – Musique de Ashley MacIsaac) – 2002
- Regressing Forward (Mia Michaels – Musique de Etta James) – 2002
- Blue Until June (Trey McIntyre – Musique de Gina Seram) – 2002
- Tequila Shots for a Fool (Charlotte Griffin) – 2002
- Sooo (solo, Charlotte Griffin) – 2002
- Breve Enlace (Edgar Zendejas – Musiques de Lila Downs et Stephan Micus) – 2003
- Besame, Besame Mucho!(Edgar Zendejas – Musiques de Chavela Vargas, Cesária Évora, Lhasa de Sela, Normand- Pierre Bilodeau et Danzones Acerina) – 2004
- Mapa (Rodrigo Pederneiras – Musiques de Marco Antonio Guimares et Uakti) – 2004
- The Stolen Show, suivi de Xspectacle et Short Works: 24 (Crystal Pite – Musique originale d’Owen Belton) – 2004
- Rastay (Edgar Zendejas et Lourdes Garcia – Musique d’Édouard Dumoulin) – 2005
- Les Chambres des Jacques (Aszure Barton – Musiques de Gilles Vigneault, Antonio Vivaldi, Les Yeux noirs, The Cracow Klezmer Band et Alberto Iglesias) – 2006
- Jack in a Box (Aszure Barton – Musiques de Antiphonia Barbatuques, Robert Charlebois et Marcel Sabourin, Kodo, Las Rubias del Norte, Les Yeux noirs, Mannheim Steamroller, NY Drum et Sequentia) – 2008
- Rossini Cards (Mauro Bigonzetti – Musique de Gioacchino Rossini) – 2009
- Zip Zap Zoom (Annabelle Lopez Ochoa – Musiques de Bart Rijnink, Michel Banabila, Kostas Papadopoulos, Henri Sauguet /Juliette Gréco et Thomas Hellman) – 2009
- Locked Up Laura (Annabelle Lopez Ochoa – Musique de Bart Rijnink) – 2009
- Zero In On (Cayetano Soto – Musique de Philip Glass) – 2010
- Fuel (Cayetano Soto – Musique de Julia Wolfe) -2011
- Night Box (Wen Wei Wang – Musiques de Amute, Olaf Bender, The Steals vs. Graffiti, Giorgio Magnanensi, Max Richter, Paul Rogers et Victoria R. Senking) – 2012
- Harry (Barak Marshall– Musiques de Tommy Dorsey, Taraf Ionel Budisteanu, Balkan Beat Box, The Andrews Sisters, Anatol Stefanet, Dejan Petrovic, Sidney Bechet, Warsaw Village Band, The Hungarian Quartet, Goran Bregovic, Maria Callas, Wayne Newton) – 2012
- Closer (Benjamin Millepied - Musique Mad Rush de Philip Glass) – 2013
- Kosmos (Andonis Foniadakis) – 2014
- Rouge (Rodrigo Pederneiras) – 2014
- Nimrod (François Chirpaz et Kristen Céré) – 2015
- Mono Lisa (Itzik Galili) – 2015
- O Balcao de Amor (Itzik Galili, Musique Pérez Prado) – 2016
- Dance Me (Annabelle Lopez Ochoa, Andonis Foniadakis et Ihsan Rustem) – 2017
- Casualties of Memory (Itzik Galili) – 2017
- Soul (Andonis Foniadakis) - 2019